# Södermanlands runinskrifter 336
Södermanlands runinskrift 336, med signum Sö 336, är en vikingatida runristning utförd på ett fast stenblock i Kungsörs tätort, Kung Karls socken och Kungsörs kommun.. Den är således ingen runsten utan ett runblock, som är beläget i ett litet parkområde mellan Drottninggatan, Malmbergavägen, Runstensgatan och Åsgatan, sydöst om Kungsörs centrum. Inskriften har skador, dels orsakade av vittring och dels av frostsprängning. Det senare har fått ett stycke av stenens ristade sida att lossna, och detta har sedan aldrig återfunnits.

## Inskriften
Translitterering av runraden:
[þorkils lit · kera · merki · ef](t)iʀ + askaut × auk + þorkut × bry(þ)r · sina [· hi]a[l]bi [· k]u[þ] × [a]nt ×
Normalisering till runsvenska:
Þorgils let gærva mærki æftiʀ Asgaut ok Þorgaut, brøðr sina. Hialpi Guð and!
Översättning till nusvenska:
Torgils lät göra minnesmärket efter Åsgöt och Torgöt, sina bröder. Hjälpe Gud (deras) ande!